# Lâu đài Gola Dzierżoniowska
Lâu đài Gola Dzierżoniowska được xây dựng vào nửa cuối của thế kỷ XVI, tọa lạc tại làng Gola Dzierżoniowska (Hạt Dzierżoniów), ở Lower Silesian Voivodeship, phía tây nam Ba Lan. Nó nằm 4 km về phía tây bắc của thị trấn Niemcza, 18 km về phía đông của Dzierżoniów và 47 km về phía nam của Wrocław.

## Lịch sử
Theo dòng chữ phía trên lối vào chính, lâu đài Gola được Leonard von Rohnau dựng lên bắt đầu từ tháng 2 năm 1580. Toàn bộ cấu trúc được xây dựng bằng đá granit. Tòa nhà theo phong cách Phục hưng ban đầu được mở rộng vào những năm 1600 – 1610. Nó đã trải qua nhiều sự cải biến vào đầu thế kỷ XVIII và cuối cùng đã được khôi phục vào đầu thế kỷ XX.
Lâu đài đã bị phá hủy một phần trong vụ bắn phá năm 1945 và chủ sở hữu cuối cùng, gia đình von Prittwitz und Gaffron, đã bị trục xuất sau Thế chiến II. Sau đó, Lâu đài dần rơi vào cảnh hoang tàn. Công viên cực đẹp xung quanh khu biệt thự cũng trở nên tan hoang. Tuy nhiên, cả Lâu đài và Công viên hiện đang được bảo vệ nghiêm ngặt. Lâu đài Gola được quan tâm đặc biệt bởi vì đây là một trong những lâu đài lâu đời nhất và lớn nhất được xây dựng theo phong cách Phục hưng ở khu vực này.

## Kiến trúc

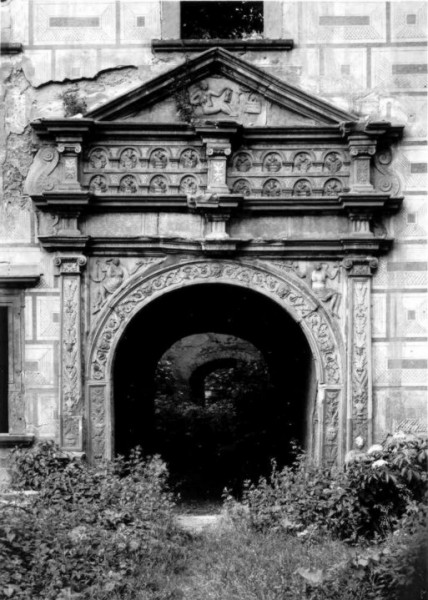
Cổng và tường với trang trí sgraffito của lâu đài Gola

Lâu đài theo phong cách Phục hưng ở Gola đã được Leonard von Rohnau dựng lên trên một vách đá vào năm 1580 - điều này được xác nhận bằng dòng chữ trên lối vào chính "Nhân danh Thần Amen. Vào 29/02/1580, Leonard von Rohnau đã bắt đầu xây dựng và nhờ có Chúa che nó bằng một mái nhà "- rất có thể là trên địa điểm xây dựng thời trung cổ cổ xưa hơn. Lâu đài tuổi trung niên có tính chất phòng thủ, được thể hiện bằng lối đi dốc đứng ở phía tây, hào nước ướt từ phía đông và những bức tường đá đôi bao quanh tòa nhà.
Lâu đài phong cách Phục hưng đã được xây dựng như một tòa nhà hình tứ giác với một sân trong. Một cây linden 300 tuổi vẫn mọc ở giữa sân. Vào đầu thế kỷ XVII, tòa tháp đã được thêm vào công trình ban đầu ở góc phía đông. Từ nay, hình dạng của tòa nhà vẫn còn nguyên. Lâu đài có một cổng được xây dựng lại và các bức tường với trang trí sgraffito.

## Công viên
Công viên Gola nằm ở dưới của Lâu đài và nó rộng 13 ha với hơn 1600 cây đại diện cho khoảng 35 loài từ khắp nơi trên thế giới. Một hệ thống nước lớn tưới cho công viên. Dòng sông Gola chảy qua công viên nước bảy ao. Công viên có hệ động thực vật rất đa dạng và phong phú. Con đường chính dẫn từ phần trên của công viên nơi Lâu đài được bao quanh bởi những cây sồi hàng trăm tuổi.
Bản kiểm kê tài nguyên mới nhất trong Công viên Gola đã được phân loại vào mùa thu năm 2001. Công việc được thực hiện bởi nhóm sau: Ewa Domaszewska, Artur Barcki và Cedric Gendaj.
1619 cây và 36 loài khác nhau đã được thu thập và phân loại trong bản kê tài nguyên này. Để có phiên bản đầy đủ của bản kê và mô tả chi tiết về từng cây, vui lòng xem tệp tham chiếu (chỉ có sẵn bằng tiếng Latin và tiếng Ba Lan)).

## Xây dựng lại
Việc tập trung xây dựng lại nhằm mục đích khôi phục giá trị lịch sử của di tích đã được thực hiện từ năm 2000 và kéo dài trong vài năm. Công trình đã được trợ cấp vào năm 2007-2008 từ chương trình "Di sản văn hóa" của Bộ Văn hóa và Di sản quốc gia (Ba Lan).
|  |

Hiện trạng ban đầu

## Khách sạn, Spa & Nhà hàng
Mùa hè năm 2013, Lâu đài Gola thuộc sở hữu của Marek Gendaj, trở thành một khách sạn, nhà hàng & spa sang trọng có tên là Uroczysko 7 stawów (7 Lakes 'Sanctuary)..

## Vùng lân cận
Dưới 20 km
- Vườn ươm Wojsławice
- Hồ Sieniawka - Bãi biển, bơi lội, bóng chuyền bãi biển
- Thị trấn thời trung cổ của Niemcza
- Cưỡi ngựa tại Bielawa
- Công viên hải dương Aquarius của Bielawa [5]
- Tu viện Xitô tại Henryków

Dưới 50 km
- Trại Gross-Rosen [6]
- Lâu đài Silesia Hạ [7]
- Lâu đài Grodno,[8] Kamieniec Ząbkowicki, Lâu đài Krzyżowa,[9] Lâu đài Krasków,[10] Lâu đài Krobielowice,[11] Lâu đài Sobótka-Górka
- Lâu đài Książ,[12] Chuồng ngựa của Książ,[13] Nhà cọ của Lubiechów [14]
- Thành phố lịch sử Kłodzko với những ngôi nhà từ thế kỷ XV và XVI, pháo đài của nó với 44 km phòng trưng bày và cây cầu Saint-John từ năm 1390
- Khu nghỉ dưỡng trượt tuyết / xe đạp gắn máy ở Sokolec
- Khu nghỉ dưỡng spa ở Polanica Zdrój & Szczawno Zdrój
- Các nhà máy ngầm từ Thế chiến II (Osówka, Walim) [15]
- Đi bộ ở Wielka Sowa, Mała Sowa và Núi lęża
- Chợ widnica và Nhà thờ Hòa bình ở Świdnica (được liệt kê là Di sản Thế giới của UNESCO)
- Wrocław, với Cung thế kỷ (được liệt kê là Di sản Thế giới của UNESCO), Quảng trường Chợ ở Wrocław, Aula Leopoldina tại Đại học Wrocław